# Massacre de Mahmudiyah

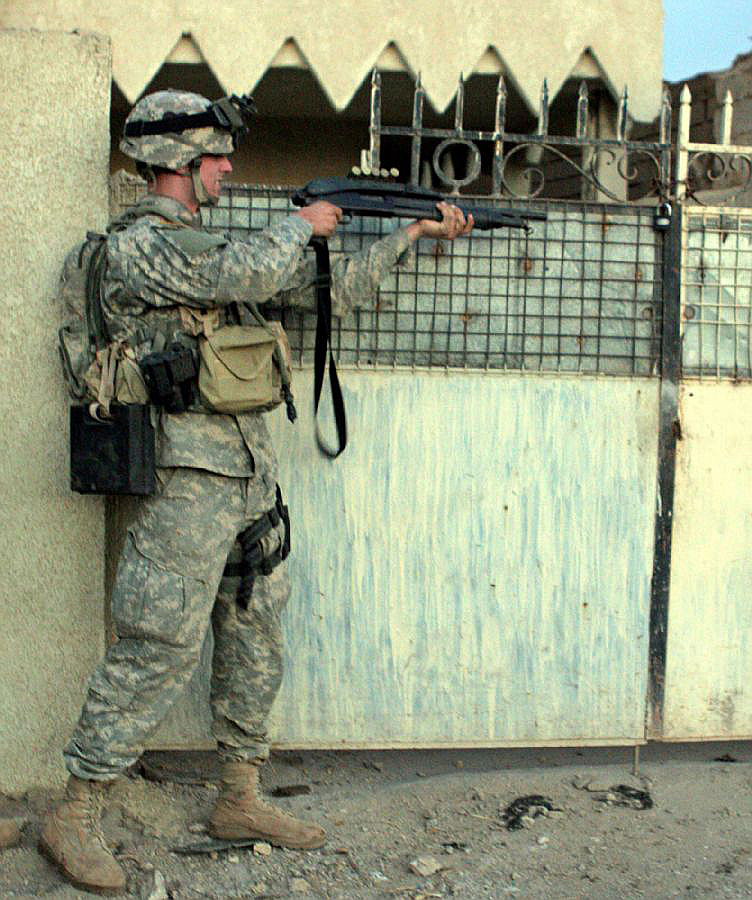
PFC Steven Dale Green, um soldado do Exército dos Estados Unidos e criminoso de guerra, é mostrado atirando na fechadura de uma casa abandonada no Iraque, em uma foto de comunicado à imprensa de dezembro de 2005.

Massacre de Mahmudiyah envolveu o estupro coletivo e o assassinato de uma menina iraquiana de catorze anos, Abeer Qassim Hamza al-Janabi, e o assassinato de sua família por soldados do Exército dos Estados Unidos em 12 de março de 2006. Ocorreu na casa da família, a sudoeste de Yusufiyah, uma aldeia a oeste da cidade de Al-Mahmudiyah, no Iraque. Outros membros da família da menina mortos incluem sua mãe de 34 anos, Fakhriyah Taha Muhasen, seu pai de 45 anos, Qassim Hamza Raheem, e a irmã de seis anos, Hadeel Qassim Hamza Al-Janabi.
Os acusados pelos crimes de estupro e assassinato foram cinco soldados do exército estadunidense do 502.º Regimento de Infantaria, composto pelo Sargento Paul E. Cortez e pelos soldados James P. Barker, Jesse V. Spielman, Brian L. Howard e Steven D. Green. O soldado Green foi dispensado do Exército dos Estados Unidos por instabilidade mental antes que os crimes fossem conhecidos por seu comando, enquanto Cortez, Barker, Spielman e Howard foram julgados pela Corte Marcial Geral do Exército dos Estados Unidos e condenados pelos crimes e sentenciados à prisão. Green foi julgado em um tribunal civil dos Estados Unidos e condenado por estupro e os quatro assassinatos e também sentenciado à prisão perpétua.
O filme Redacted, de 2007, é vagamente baseado nos eventos deste caso.